# لنگر (شهر)
لَنگَر (به قزاقی: Lenger) یک منطقهٔ مسکونی در قزاقستان است که در استان قزاقستان جنوبی واقع شده‌است.

## خصوصیات
لنگر  ۲۵٬۲۹۸ نفر جمعیت دارد.